# 難波孝
難波 孝（なんば たかし、1976年5月9日 - ）は、岡山県出身の漫画家。
『家電ロボ ライト』で第47回藤子不二雄賞佳作受賞。

## 作品リスト
- 電脳冒険記ウェブダイバー（てれコロコミック 2002年1月号）
- カスタムロボGX（別冊コロコロコミック 2002年10月号 - 2003年2月号）
- マシンロボ ムゲンバイン（てれびくん 2004年3月号 - 2004年12月号）
- マシンロボ ムゲンバイン★ダッシュ（てれびくん 2005年1月号 - 2006年4月号）
- マシンロボ ムゲンバインAXEL（てれびくん 2006年5月号 - 2006年12月号）
- ブングサーガ ミニミニ大バトル!!（コロコロイチバン! 創刊号〈2005年5月号〉 - 5号〈2006年1月号〉）
- ただいま参上!!ヤッターマン（コロコロイチバン! 14号〈2007年7月号〉 - 2009年11月号）
- 爆丸 爆TECH焔（コロコロイチバン! 2011年8月号 - 2012年3月号）
- 爆転ヒーロー!ブレーダーGAI（コロコロイチバン! 2012年）